# Sadayasu Fujii
Sadayasu Fujii (Japans 藤井貞泰, Fujii Sadayasu, circa 1945) is een Japanse jazzmuzikant, hij speelt piano en is arrangeur.

## Biografie
Sadayasu Fujii werkte rond 1970 in het orkest van Nobuo Hara en speelde mee op diens album Oliver Nelson Meets Nobuo Hara & His Sharps & Flats. In de volgende jaren speelde hij o.m. met Hiroshi Okazaki, Hidehiko Matsumoto, Seiichi Nakamura, Kiyoshi Kitagawa, Jimmy Takeuchi, Takao Uematsu, Red Mitchell (Scairport Blues (1978), o.a. met Toshiyuki Honda) en Takashi Furuya. Tevens begeleidde hij de zangeressen Kimiko Kasai, Mari Nakamoto, Erni Oya en Anne Young. In 1976 nam hij met een trio, met Osamu Kawakami en Hiroshi Murakami, zijn debuutalbum Prelude to a Kiss op, in 1977 volgde Like a Child, een plaat met jazzstandards waaronder "If I Should Lose You“. In 1984 kwam de trioplaat Psalm uit (met Kiyoshi Kitagawa, Juni Ishikawa). In de jazz nam hij tussen 1970 en 1992 deel aan 16 opnamesessies. In de jaren 10 werkte hij met een kwartet met Michi Fujii, Keishiroh Saitoh en Akira Toyoda.